# Mustelavus
Mustelavus — вимерлий рід хижих, що знайдений у таких країнах: США (Монтана, Південна Дакота) (4 колекції). Рід містить такі види: Mustelavus priscus.